# Cep (okres Jindřichův Hradec)
Cep (německy Trieschel) je obec v okrese Jindřichův Hradec v Jihočeském kraji. Žije zde 199 obyvatel.
V obci se nachází prodejna smíšeného zboží, hostinec Cepská hospoda a rovněž knihovna s možností přístupu na internet. Z tělovýchovných zařízení je na návsi nově vybudovaný tenisový kurt. Katastrem obce prochází naučná stezka Okolo Třeboně, turistické značené trasy z Třeboně do Nových Hradů (modrá), z nádraží Pilař k rybníku Spolskému (žlutá) a přímo obcí prochází cyklistická stezka z Třeboně do Suchdola nad Lužnicí. Obec, jejíž katastrální území leží v chráněné krajinné oblasti Třeboňsko, má farnost v Suchdole a poštu v Třeboni.
Cep leží mezi poli, která jsou ze tří stran obklopena rozlehlým Cepským polesím. Nejbližšími vesnicemi v okolí jsou Lipnice, Hrachoviště a Benátky.

## Název
Slovo Cep kdysi označovalo neurvalce, lidově klacka nebo hulváta. Dnes se užívá pouze jako pojmenování zemědělského nástroje, souvislost s názvem obce je neznámá. Německy bývala obec označována jako Cepp nebo též názvem Trieschel, který se však objevuje až v období poněmčování v 18. století (není tedy původní jako např. německé pojmenování Třeboně).

## Historie
První písemná zmínka o obci pochází z roku 1404, kdy je připomínán Vavřinec z Cepu (Laurentius de Czepow). Vesnice byla sídlem vladycké rodiny z Cepu. Dalším známým majitelm je Vavřincův syn Mikuláš z Cepu, později se připomíná ještě Jakub z Cepu. Dalšími vlastníky byli Krajířové z Krajku, po nich již Rožmberkové. Podobně jako okolí i Cep utrpěl třicetiletou válkou, kdy v letech 1620–1622 obcí několikrát protáhla vojska. Dle dochovaných jmen zdejších hospodářů můžeme usuzovat, že osídlení vsi bylo souvisle české.
Roku 1836 zde vznikla škola. Velkou zásluhu na jejím založení měl Jan Adolf kníže Schwarzenberg, jež poskytl stavební materiál a zaplatil řemeslníky. Kostel sv. Jana Křtitele začal být stavěn roku 1869 a ves jej nechala vystavět vlastním nákladem.

## Přírodní poměry
Podél východní hranice katastrálního území leží přírodní rezervace Na Ivance.

## Obyvatelstvo
| Rok            | 1869 | 1880 | 1890 | 1900 | 1910 | 1921 | 1930 | 1950 | 1961 | 1970 | 1980 | 1991 | 2001 | 2011 | 2021 |
| -------------- | ---- | ---- | ---- | ---- | ---- | ---- | ---- | ---- | ---- | ---- | ---- | ---- | ---- | ---- | ---- |
| Počet obyvatel | 495  | 497  | 506  | 464  | 518  | 517  | 448  | 328  | 308  | 259  | 194  | 184  | 178  | 170  | 158  |
| Počet domů     | 62   | 67   | 69   | 74   | 83   | 83   | 89   | 93   | 85   | 81   | 67   | 89   | 94   | 93   | 95   |

## Obecní správa
Mezi lety 1850–1976 byl Cep obcí v okrese Třeboň (1850–1950) a později v okrese Jindřichův Hradec. Od 30. dubna 1976 do 30. června 1990 patřil jako část města k Suchdolu nad Lužnicí a od 1. července 1990 je opět samostatnou obcí.

### Obecní symboly
Znak a vlajka byly obci uděleny rozhodnutím předsedy Poslanecké sněmovny Parlamentu České republiky dne 8. června 2004.

## Pamětihodnosti
- Kostel svatého Jana Křtitele postavený v letech 1869–1871
- Venkovská usedlost čp. 10 z roku 1758
- Národní kulturní památka Rožmberská rybniční soustava[10]

## Galerie

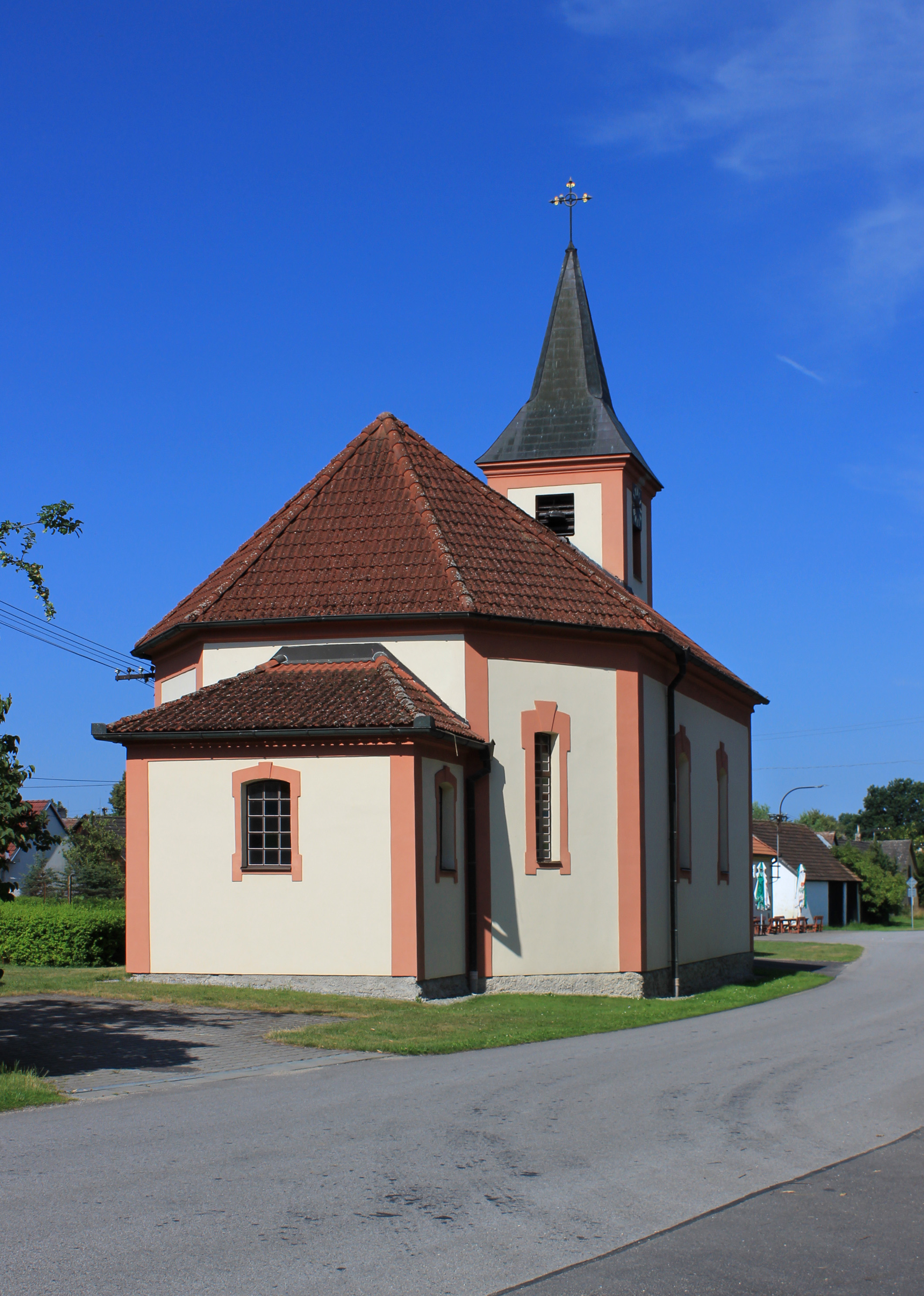
Kostel svatého Jana Křtitele
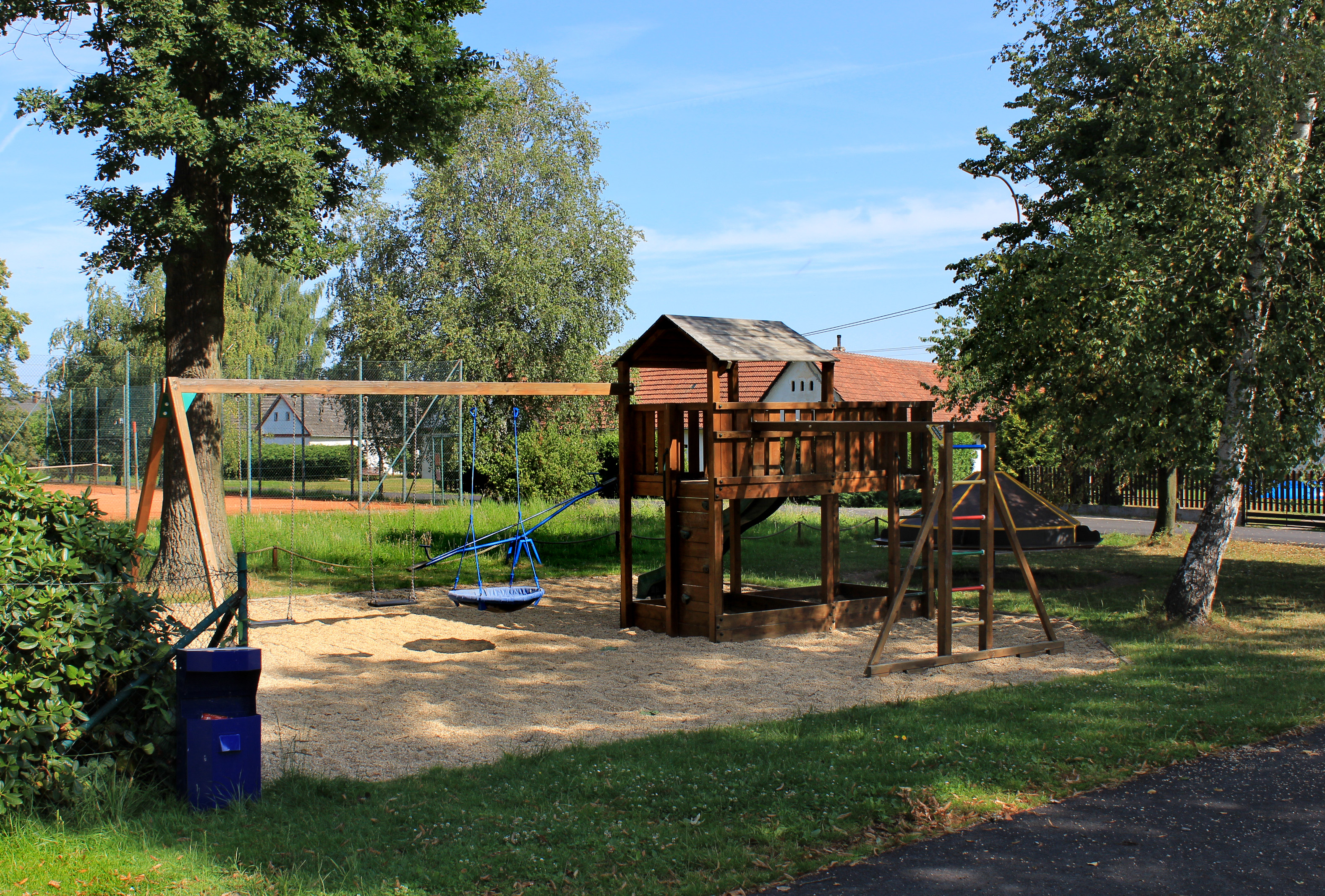
Dětské hřiště
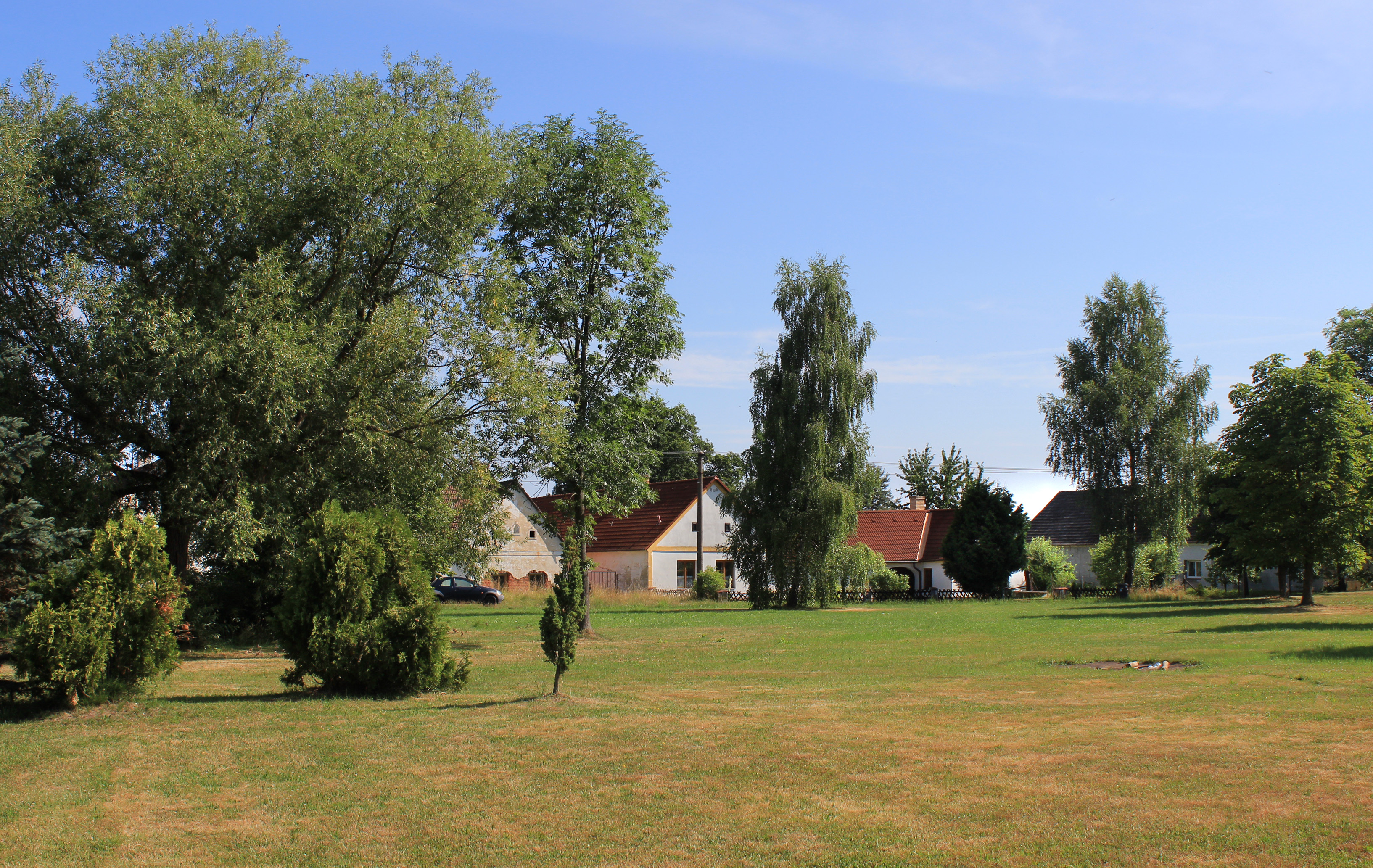
Západní část vsi